# Abd-al-Massih (nom)
Abd-al-Massih és un nom masculí teòfor àrab cristià (àrab: عبد المسيح, ʿAbd al-Masīḥ) que literalment significa ‘Servidor de l'Ungit’ o ‘Servidor del Messies', amb relació a Jesús. Si bé Abd-al-Massih és la transcripció normativa en català del nom en àrab clàssic, també se'l pot trobar transcrit Abdal Masieh... normalment per influència de la pronunciació dialectal o seguint altres criteris de transliteració.